# Pszeniczna
Pszeniczna (niem. Nauke) – wieś w Polsce położona w województwie opolskim, w powiecie namysłowskim, w gminie Wilków.
W latach 1975–1998 miejscowość administracyjnie należała do ówczesnego województwa opolskiego.

## Nazwa
Nazwa niemiecka brzmi Nauke, później Naukowice. Od 1945 roku, Pszeniczna.

## Historia
Data założenia wsi nie jest znana. Prawdopodobnie wieś powstała w XVIII w. Istniały tu dobra rycerskie, a wioskę zbudowano wokół posiadłości dworskich. W roku 1837 w Pszenicznej było 14 budynków mieszkalnych, folwark, 5 chłopów służebnych, 9 ogrodnictw. We wsi była czynna cegielnia, mieszkał kowal, 133 mieszkańców w tym 5 katolików. W roku 1844 we wsi znajdował się jeden folwark, 22 domy mieszkalne, 163 mieszkańców, karczma, okresowo czynna cegielnia, mieszkał kowal i szewc, istniał także sklep żywnościowy. W roku 1895 powierzchnia Pszenicznej wynosiła 53 ha, stało 16 domów mieszkalnych, 64 mieszkańców (10 katolików). Folwark Pszeniczna o pow. 278 ha miał 7 budynków mieszkalnych, 154 mieszkańców. W roku 1910 notowano 147 mieszkańców, a w roku 1929 we wsi było 60 mieszkańców, w majątku 190 mieszkańców (51 katolików). We wsi nie było kościoła ani kaplicy. W 1944 roku było tu 128. mieszkańców natomiast w 1965 roku było ich już 296. w 15 domach (wraz z majątkiem). Do wioski należało ogółem 92 ha gruntów, majątek w tym czasie (1965 r.) posiadał 530 ha. W czasach protestanckich, aż do 1922 roku, dzieci uczęszczały do szkoły w Wabienicach. Dopiero we wspomnianym roku została we wsi zbudowana szkoła powszechna. W XXI w. dzieci uczęszczają do szkoły podstawowej w Bukowiu lub w Wabienicach, a przed reformą oświaty korzystały z gimnazjum w Wilkowie.

## Zabytki
Do wojewódzkiego rejestru zabytków wpisany jest gorzelnia z płatkarnią, z poł. XIX w.